# نامزدان و فهرست‌ها در انتخابات مجلس شورای اسلامی (۱۳۹۹–۱۳۹۸)
یازدهمین دوره از انتخابات مجلس شورای اسلامی است که در ۲ اسفند ۱۳۹۸ و ۲۹ فروردین ۱۳۹۹ برگزار خواهد شد.

## آذربایجان شرقی
| رتبه | نام                      | حوزهٔ انتخاباتی       | جناح سیاسی | تشکل سیاسی      | سابقهٔ نمایندگی | فهرست انتخاباتی | شمار رای‌ها | نتیجه      |
| ---- | ------------------------ | -------------------- | ---------- | --------------- | -------------- | --------------- | ---------- | ---------- |
| ۱    | مسعود پزشکیان            | تبریز، آذرشهر و اسکو | اصلاح‌طلب   | -               | آری            | -               | ۱۱۲,۲۳۱    | برنده      |
| ۲    | احمد علیرضابیگی          | تبریز، آذرشهر و اسکو | اصولگرا    | -               | آری            | -               | ۱۰۹,۹۷۰    | برنده      |
| ۳    | روح‌الله متفکر آزاد       | تبریز، آذرشهر و اسکو | اصولگرا    | -               | نه             | -               | ۱۰۵,۴۴۹    | برنده      |
| ۴    | سید محمدرضا میرتاج‌الدینی | تبریز، آذرشهر و اسکو | اصولگرا    | -               | آری            | -               | ۱۰۳,۶۷۲    | برنده      |
| ۵    | محمدحسین فرهنگی          | تبریز، آذرشهر و اسکو | اصولگرا    | -               | آری            | -               | ۹۹,۷۰۳     | برنده      |
| ۶    | علیرضا منادی سفیدان      | تبریز، آذرشهر و اسکو | مستقل      | -               | آری            | -               | ۹۹,۷۰۳     | برنده      |
|      | عشرت شایق                | تبریز، آذرشهر و اسکو | اصولگرا    | جمعیت ایثارگران | آری            | -               |            | رای نیاورد |

## آذربایجان غربی
| رتبه | نام               | حوزهٔ انتخاباتی             | جناح سیاسی | تشکل سیاسی         | فهرست انتخاباتی | سابقهٔ نمایندگی | شمار رای‌ها | نتیجه      |
| ---- | ----------------- | -------------------------- | ---------- | ------------------ | --------------- | -------------- | ---------- | ---------- |
|      | غلامرضا داداش‌زاده | ارومیه                     | اعتدال‌گرا  | حزب اعتدال و توسعه | -               | نه             |            | رای نیاورد |
|      | عابد فتاحی        | ارومیه                     | اعتدال‌گرا  | حزب اعتدال و توسعه | -               | آری            |            | رای نیاورد |
|      | محسن امامی        | ارومیه                     | اعتدال‌گرا  | حزب اعتدال و توسعه | -               | نه             |            | رای نیاورد |
|      | جواد ابدالی       | خوی و چایپاره              | اعتدال‌گرا  | حزب اعتدال و توسعه | -               | نه             |            | رای نیاورد |
|      | محمدجواد سبحانی‌فر | شاهین‌دژ و تکاب             | اعتدال‌گرا  | حزب اعتدال و توسعه | -               | نه             |            | نامشخص     |
|      | لاله صمدپور       | ماکو، چالدران، پلدشت و شوط | اعتدال‌گرا  | حزب اعتدال و توسعه | -               | نه             |            | رای نیاورد |
|      | جلال محمودزاده    | مهاباد                     | اعتدال‌گرا  | حزب اعتدال و توسعه | -               | آری            |            | آری        |
|      | سلیمان فیضی       | بوکان                      | اعتدال‌گرا  | حزب اعتدال و توسعه | -               | نه             |            | رای نیاورد |
|      | علی احمدی         | میاندوآب                   | اعتدال‌گرا  | حزب اعتدال و توسعه | -               | آری            |            | رای نیاورد |

## اردبیل
| رتبه | نام       | حوزهٔ انتخاباتی            | جناح سیاسی | تشکل سیاسی | فهرست انتخاباتی | سابقهٔ نمایندگی | شمار رای‌ها | نتیجه      |
| ---- | --------- | ------------------------- | ---------- | ---------- | --------------- | -------------- | ---------- | ---------- |
|      | ولی آذروش | اردبیل، سرعین، نمین و نیر | اصلاح‌طلب   | -          | -               | آری            |            | رای نیاورد |

## اصفهان
| نام                 | حوزهٔ انتخاباتی |  | جناح سیاسی | تشکل سیاسی        | فهرست انتخاباتی | سابقهٔ نمایندگی | شمار رای‌ها | نتیجه  |
| ------------------- | -------------- |  | ---------- | ----------------- | --------------- | -------------- | ---------- | ------ |
| ناهید تاج‌الدین      | اصفهان         |  | اصلاح‌طلب   | کارگزاران سازندگی | -               | آری            |            | نامشخص |
| حیدر علی عابدی      | اصفهان         |  | اصلاح‌طلب   | -                 | -               | آری            |            | نامشخص |
| حسن کامران دستجردی  | اصفهان         |  |            | -                 | -               | آری            |            | نامشخص |
| نیره اخوان          | اصفهان         |  | مستقل      | -                 | -               | آری            |            | نامشخص |
| حبیب الله جان نثاری | اصفهان         |  | حزب‌الله    |                   |                 |                |            |        |

## البرز
| رتبه | نام        | حوزهٔ انتخاباتی    | جناح سیاسی | تشکل سیاسی | فهرست انتخاباتی | سابقهٔ نمایندگی | شمار رای‌ها | نتیجه |
| ---- | ---------- | ----------------- | ---------- | ---------- | --------------- | -------------- | ---------- | ----- |
| 1    | مهدی عسکری | کرج،فردیس، هشتگرد | اصولگرا    | -          | شورای ائتلاف    | خیر            |            | برنده |

## ایلام
| رتبه | نام             | حوزهٔ انتخاباتی                                | جناح سیاسی | تشکل سیاسی         | فهرست انتخاباتی | سابقهٔ نمایندگی | شمار رای‌ها | نتیجه      |
| ---- | --------------- | --------------------------------------------- | ---------- | ------------------ | --------------- | -------------- | ---------- | ---------- |
|      | جلال میرزایی    | ایلام، ایوان، چرداول، مهران، ملکشاهی و شیروان | اعتدال‌گرا  | حزب اعتدال و توسعه | -               | آری            |            | رای نیاورد |
|      | سلام امینی      | ایلام، ایوان، چرداول، مهران، ملکشاهی و شیروان | اعتدال‌گرا  | حزب اعتدال و توسعه | -               | آری            |            | رای نیاورد |
|      | شادمهر کاظم‌زاده | دهلران، دره‌شهر، آبدانان، بدره                 | اعتدال‌گرا  | حزب اعتدال و توسعه | -               | آری            |            | رای نیاورد |

## بوشهر
| رتبه | نام                   | حوزهٔ انتخاباتی | جناح سیاسی | تشکل سیاسی | فهرست انتخاباتی | سابقهٔ نمایندگی | شمار رای‌ها | نتیجه  |
| ---- | --------------------- | -------------- | ---------- | ---------- | --------------- | -------------- | ---------- | ------ |
|      | سید محمدمهدی پورفاطمی | دشتی و تنگستان | اصلاح‌طلب   | -          | -               | آری            |            | نامشخص |

## تهران

### شورای ائتلاف نیروهای انقلاب اسلامی
| رتبه | نام                     | حوزهٔ انتخابیه                         | تشکل سیاسی           | سابقهٔ نمایندگی | شمار رأی‌ها | نتیجه  |
| ---- | ----------------------- | ------------------------------------- | -------------------- | -------------- | ---------- | ------ |
| ۱    | محمدباقر قالیباف        | تهران، ری، شمیرانات، اسلامشهر و پردیس | -                    | نه             | ۱,۲۶۵,۲۸۷  | برنده  |
| ۲    | سید مصطفی میرسلیم       | تهران، ری، شمیرانات، اسلامشهر و پردیس | حزب مؤتلفه اسلامی    | نه             | ۸۹۲,۳۱۸    | برنده  |
| ۳    | مرتضی آقاتهرانی         | تهران، ری، شمیرانات، اسلامشهر و پردیس | جبهه پایداری         | آری            | ۸۶۸,۰۲۵    | برنده  |
| ۴    | الیاس نادران            | تهران، ری، شمیرانات، اسلامشهر و پردیس | جمعیت رهپویان        | آری            | ۸۴۱,۹۵۶    | برنده  |
| ۵    | سید محسن دهنوی          | تهران، ری، شمیرانات، اسلامشهر و پردیس | -                    | نه             | ۸۲۹,۲۹۲    | برنده  |
| ۶    | سید محمود نبویان        | تهران، ری، شمیرانات، اسلامشهر و پردیس | جبهه پایداری         | آری            | ۸۲۱,۲۰۳    | برنده  |
| ۷    | سید احسان خاندوزی       | تهران، ری، شمیرانات، اسلامشهر و پردیس | -                    | نه             | ۸۰۱,۶۹۶    | برنده  |
| ۸    | اقبال شاکری             | تهران، ری، شمیرانات، اسلامشهر و پردیس | جمعیت رهپویان        | نه             | ۷۹۵,۲۱۱    | برنده  |
| ۹    | ابوالفضل عمویی          | تهران، ری، شمیرانات، اسلامشهر و پردیس | -                    | نه             | ۷۹۲,۹۶۴    | برنده  |
| ۱۰   | بیژن نوباوه             | تهران، ری، شمیرانات، اسلامشهر و پردیس | جبهه پایداری         | آری            | ۷۹۲,۵۶۵    | برنده  |
| ۱۱   | مجتبی توانگر            | تهران، ری، شمیرانات، اسلامشهر و پردیس | جمعیت پیشرفت و عدالت | نه             | ۷۸۹,۹۱۳    | برنده  |
| ۱۲   | فاطمه رهبر              | تهران، ری، شمیرانات، اسلامشهر و پردیس | حزب مؤتلفه اسلامی    | آری            | ۷۸۷,۴۸۵    | درگذشت |
| ۱۳   | محسن پیرهادی            | تهران، ری، شمیرانات، اسلامشهر و پردیس | جمعیت پیشرفت و عدالت | نه             | ۷۸۵,۴۵۰    | برنده  |
| ۱۴   | روح‌الله ایزدخواه        | تهران، ری، شمیرانات، اسلامشهر و پردیس | -                    | نه             | ۷۸۴,۴۵۶    | برنده  |
| ۱۵   | احمد نادری              | تهران، ری، شمیرانات، اسلامشهر و پردیس | -                    | نه             | ۷۸۳,۵۴۵    | برنده  |
| ۱۶   | عبدالحسین روح‌الامینی    | تهران، ری، شمیرانات، اسلامشهر و پردیس | حزب توسعه و عدالت    | نه             | ۷۷۹,۴۷۹    | برنده  |
| ۱۷   | سید نظام‌الدین موسوی     | تهران، ری، شمیرانات، اسلامشهر و پردیس | -                    | نه             | ۷۷۸,۶۱۸    | برنده  |
| ۱۸   | زهره الهیان             | تهران، ری، شمیرانات، اسلامشهر و پردیس | جمعیت رهپویان        | آری            | ۷۷۳,۲۶۳    | برنده  |
| ۱۹   | مالک شریعتی نیاسر       | تهران، ری، شمیرانات، اسلامشهر و پردیس | جمعیت رهپویان        | نه             | ۷۶۸,۱۳۹    | برنده  |
| ۲۰   | مهدی شریفیان            | تهران، ری، شمیرانات، اسلامشهر و پردیس | -                    | نه             | ۷۶۰,۰۱۶    | برنده  |
| ۲۱   | سید رضا تقوی            | تهران، ری، شمیرانات، اسلامشهر و پردیس | جامعه روحانیت مبارز  | آری            | ۷۵۳,۳۰۷    | برنده  |
| ۲۲   | سمیه رفیعی              | تهران، ری، شمیرانات، اسلامشهر و پردیس | -                    | نه             | ۷۴۲,۹۷۵    | برنده  |
| ۲۳   | سیدعلی یزدی‌خواه         | تهران، ری، شمیرانات، اسلامشهر و پردیس | حزب مؤتلفه اسلامی    | نه             | ۷۴۲,۳۹۴    | برنده  |
| ۲۴   | علی خضریان              | تهران، ری، شمیرانات، اسلامشهر و پردیس | جبهه پایداری         | نه             | ۷۴۰,۰۳۳    | برنده  |
| ۲۵   | رضا تقی‌پور              | تهران، ری، شمیرانات، اسلامشهر و پردیس | جبهه پایداری         | نه             | ۷۲۸,۲۳۸    | برنده  |
| ۲۶   | فاطمه قاسم‌پور           | تهران، ری، شمیرانات، اسلامشهر و پردیس | -                    | نه             | ۷۲۶,۰۰۷    | برنده  |
| ۲۷   | مجتبی رضاخواه           | تهران، ری، شمیرانات، اسلامشهر و پردیس | -                    | نه             | ۷۲۳,۷۲۹    | برنده  |
| ۲۸   | زهره سادات لاجوردی      | تهران، ری، شمیرانات، اسلامشهر و پردیس | جبهه پایداری         | نه             | ۷۱۴,۹۳۱    | برنده  |
| ۲۹   | غلامحسین رضوانی         | تهران، ری، شمیرانات، اسلامشهر و پردیس | -                    | نه             | ۷۱۱,۶۰۸    | برنده  |
| ۳۰   | عزت‌الله اکبری تالارپشتی | تهران، ری، شمیرانات، اسلامشهر و پردیس | -                    | آری            | ۶۴۲,۲۱۴    | برنده  |
| ۱    | فرهاد بشیری             | پاکدشت                                | -                    | آری            | -          | برنده  |
| ۱    | سید احمد رسولی‌نژاد      | دماوند و فیروزکوه                     | -                    | آری            | -          | برنده  |
| ‍۱     | حسن نوروزی              | رباط‌کریم و بهارستان                   | -                    | آری            | -          | برنده  |
| ۱    | حسین حق‌وردی             | شهریار، قدس و ملارد                   | -                    | نه             | -          | برنده  |

### ائتلاف برای ایران
در جلسه شورای عالی سیاست‌گذاری اصلاح طلبان در ۱۵ بهمن ۱۳۹۸ اعلام شد که با توجه به رد صلاحیت گستره اصلاح طلبان «اصلاح طلبان هیچ لیست ائتلافی تحت این عنوان و یا هر عنوان دیگری که تداعی کننده ائتلاف اصلاح طلبان باشد، نخواهند داشت و هر ائتلافی تحت این عناوین قویاً تکذیب می شود.» اما در ۲۶ بهمن ۱۳۹۸ و شش روز مانده به انتخابات مجلس یازدهم، برخی خبرگزاری ها اقدام به انتشار فهرستی به نام هشت ائتلاف اصلاح‌طلب در تهران، به سرلیستی مجید انصاری کردند. حزب اعتماد ملی طی بیانیه‌ای خبر هرگونه  فهرست ائتلافی احزاب اصلاح طلب که در خبرگزاری فارس منتشر شده را تکذیب کرد.
| رتبه | نام                | حوزهٔ انتخابیه                         | تشکل سیاسی          | سابقهٔ نمایندگی | شمار رأی‌ها | نتیجه      |
| ---- | ------------------ | ------------------------------------- | ------------------- | -------------- | ---------- | ---------- |
| ۳۴   | علیرضا محجوب       | تهران، ری، شمیرانات، اسلامشهر و پردیس | خانه کارگر          | آری            | ۹۵,۳۹۳     | رای نیاورد |
| ۳۶   | مجید انصاری        | تهران، ری، شمیرانات، اسلامشهر و پردیس | مجمع روحانیون مبارز | آری            | ۶۹,۱۵۱     | رای نیاورد |
| ۳۷   | سهیلا جلودارزاده   | تهران، ری، شمیرانات، اسلامشهر و پردیس | خانه کارگر          | آری            | ۶۷,۸۲۰     | رای نیاورد |
| ۳۸   | مصطفی کواکبیان     | تهران، ری، شمیرانات، اسلامشهر و پردیس | حزب مردم‌سالاری      | آری            | ۶۱,۳۹۶     | رای نیاورد |
| ۵۰   | زهرا ساعی          | تهران، ری، شمیرانات، اسلامشهر و پردیس | خانه کارگر          | آری            | ۳۶,۲۳۹     | رای نیاورد |
| ۵۱   | محمدرضا بادامچی    | تهران، ری، شمیرانات، اسلامشهر و پردیس | حزب اسلامی کار      | آری            | ۳۵,۶۷۵     | رای نیاورد |
| ۵۲   | پروانه مافی        | تهران، ری، شمیرانات، اسلامشهر و پردیس | کارگزاران سازندگی   | آری            | ۳۳,۶۰۹     | رای نیاورد |
| ۵۳   | محمدعلی وکیلی      | تهران، ری، شمیرانات، اسلامشهر و پردیس | -                   | آری            | ۳۱,۹۴۹     | رای نیاورد |
| ۵۴   | فریده اولادقباد    | تهران، ری، شمیرانات، اسلامشهر و پردیس | -                   | آری            | ۳۱,۵۹۷     | رای نیاورد |
| ۵۵   | محمدحسین مقیمی     | تهران، ری، شمیرانات، اسلامشهر و پردیس | کارگزاران سازندگی   | نه             | ۳۱,۰۹۳     | رای نیاورد |
| ۵۶   | محمدرضا راه‌چمنی    | تهران، ری، شمیرانات، اسلامشهر و پردیس | -                   | آری            | ۳۰,۵۳۷     | رای نیاورد |
| ۵۸   | سید فرید موسوی     | تهران، ری، شمیرانات، اسلامشهر و پردیس | حزب اتحاد ملت       | آری            | ۲۸,۸۴۸     | رای نیاورد |
| ۶۰   | محمدرضا نجفی       | تهران، ری، شمیرانات، اسلامشهر و پردیس | -                   | آری            | ۲۴,۴۸۰     | رای نیاورد |
| ۶۳   | افشین علا          | تهران، ری، شمیرانات، اسلامشهر و پردیس | -                   | نه             | ۲۲,۸۹۷     | رای نیاورد |
| ۶۴   | داوود محمدی        | تهران، ری، شمیرانات، اسلامشهر و پردیس | انجمن اسلامی معلمان | آری            | ۲۱,۶۹۴     | رای نیاورد |
| ۶۵   | وحید توتونچی       | تهران، ری، شمیرانات، اسلامشهر و پردیس | -                   | نه             | ۲۰,۰۳۹     | رای نیاورد |
| ۶۶   | ابوالفضل سروش      | تهران، ری، شمیرانات، اسلامشهر و پردیس | -                   | آری            | ۱۹,۴۵۹     | رای نیاورد |
| ۶۸   | سید محمدرضا شریفی  | تهران، ری، شمیرانات، اسلامشهر و پردیس | -                   | نه             | ۱۷,۸۴۳     | رای نیاورد |
| ۶۹   | محمدحسین شیخ‌محمدی  | تهران، ری، شمیرانات، اسلامشهر و پردیس | -                   | نه             | ۱۷,۵۰۷     | رای نیاورد |
| ۷۰   | اعظم صمصامی        | تهران، ری، شمیرانات، اسلامشهر و پردیس | -                   | نه             | ۱۶,۸۰۶     | رای نیاورد |
| ۷۱   | مهدی شیخ           | تهران، ری، شمیرانات، اسلامشهر و پردیس | حزب اتحاد ملت       | آری            | ۱۶,۶۶۶     | رای نیاورد |
| ۷۲   | محمدهادی انتشاری   | تهران، ری، شمیرانات، اسلامشهر و پردیس | -                   | نه             | ۱۶,۳۸۱     | رای نیاورد |
| ۷۴   | سید امیر عسگری     | تهران، ری، شمیرانات، اسلامشهر و پردیس | -                   | نه             | ۱۶,۳۱۳     | رای نیاورد |
| ۷۵   | فخرالدین صابری     | تهران، ری، شمیرانات، اسلامشهر و پردیس | -                   | آری            | ۱۵,۴۴۷     | رای نیاورد |
| ۷۷   | حسن انصاری         | تهران، ری، شمیرانات، اسلامشهر و پردیس | -                   | نه             | ۱۳,۷۳۷     | رای نیاورد |
| ۸۰   | محسن علیجانی زمانی | تهران، ری، شمیرانات، اسلامشهر و پردیس | -                   | آری            | ۱۲,۱۳۳     | رای نیاورد |
| ۸۱   | علی داستانی بیرکی  | تهران، ری، شمیرانات، اسلامشهر و پردیس | -                   | نه             | ۱۱,۴۸۳     | رای نیاورد |
| ۸۹   | حبیب سهرابی پارسا  | تهران، ری، شمیرانات، اسلامشهر و پردیس | -                   | نه             | ۹,۱۳۱      | رای نیاورد |
| ۹۲   | علی‌حسین رضایان     | تهران، ری، شمیرانات، اسلامشهر و پردیس | -                   | نه             | ۸,۸۵۸      | رای نیاورد |
| —    | امید جمالیان       | تهران، ری، شمیرانات، اسلامشهر و پردیس | -                   | نه             | -          | رای نیاورد |

### حزب کارگزاران سازندگی
در ۲۵ بهمن ۱۳۹۸ و درست یک هفته مانده به انتخابات مجلس یازدهم، لیست انتخاباتی حزب کارگزاران سازندگی در تهران، به سرلیستی مجید انصاری منتشر شد.
| رتبه | نام               | حوزهٔ انتخابیه                         | تشکل سیاسی          | سابقهٔ نمایندگی | شمار رأی‌ها | نتیجه      |
| ---- | ----------------- | ------------------------------------- | ------------------- | -------------- | ---------- | ---------- |
| ۳۴   | علیرضا محجوب      | تهران، ری، شمیرانات، اسلامشهر و پردیس | خانه کارگر          | آری            | ۹۵,۳۹۳     | رای نیاورد |
| ۳۶   | مجید انصاری       | تهران، ری، شمیرانات، اسلامشهر و پردیس | مجمع روحانیون مبارز | آری            | ۶۹,۱۵۱     | رای نیاورد |
| ۳۷   | سهیلا جلودارزاده  | تهران، ری، شمیرانات، اسلامشهر و پردیس | خانه کارگر          | آری            | ۶۷,۸۲۰     | رای نیاورد |
| ۵۰   | زهرا ساعی         | تهران، ری، شمیرانات، اسلامشهر و پردیس | خانه کارگر          | آری            | ۳۶,۲۳۹     | رای نیاورد |
| ۵۱   | محمدرضا بادامچی   | تهران، ری، شمیرانات، اسلامشهر و پردیس | حزب اسلامی کار      | آری            | ۳۵,۶۷۵     | رای نیاورد |
| ۵۲   | پروانه مافی       | تهران، ری، شمیرانات، اسلامشهر و پردیس | کارگزاران سازندگی   | آری            | ۳۳,۶۰۹     | رای نیاورد |
| —    | محمدحسین مقیمی    | تهران، ری، شمیرانات، اسلامشهر و پردیس | -                   | نه             | -          | رای نیاورد |
| —    | داوود محمدی       | تهران، ری، شمیرانات، اسلامشهر و پردیس | انجمن اسلامی معلمان | آری            | -          | رای نیاورد |
| —    | افشین خلیلی       | تهران، ری، شمیرانات، اسلامشهر و پردیس | کارگزاران سازندگی   | نه             | -          | رای نیاورد |
| —    | ابوالفضل رباطی    | تهران، ری، شمیرانات، اسلامشهر و پردیس | کارگزاران سازندگی   | نه             | -          | رای نیاورد |
| —    | محمدعیسی انصاری‌فر | تهران، ری، شمیرانات، اسلامشهر و پردیس | کارگزاران سازندگی   | نه             | -          | رای نیاورد |
| —    | هادی احمدی        | تهران، ری، شمیرانات، اسلامشهر و پردیس | کارگزاران سازندگی   | نه             | -          | رای نیاورد |
| —    | خسرو رحمانی       | تهران، ری، شمیرانات، اسلامشهر و پردیس | حزب اعتدال و توسعه  | نه             | -          | رای نیاورد |
| —    | حسن قجاوند        | تهران، ری، شمیرانات، اسلامشهر و پردیس | حزب اعتدال و توسعه  | نه             | -          | رای نیاورد |
| —    | محمدحسین شیخ‌محمدی | تهران، ری، شمیرانات، اسلامشهر و پردیس | حزب ندای ایرانیان   | نه             | -          | رای نیاورد |
| —    | وحید توتونچی      | تهران، ری، شمیرانات، اسلامشهر و پردیس | حزب ندای ایرانیان   | نه             | -          | رای نیاورد |
| —    | محمدهادی انتشاری  | تهران، ری، شمیرانات، اسلامشهر و پردیس | حزب اسلامی کار      | نه             | -          | رای نیاورد |
| —    | اعظم صمصامی       | تهران، ری، شمیرانات، اسلامشهر و پردیس | مجمع فرهنگیان       | نه             | -          | رای نیاورد |
| —    | امیر عسگری        | تهران، ری، شمیرانات، اسلامشهر و پردیس | مجمع فرهنگیان       | نه             | -          | رای نیاورد |
| —    | علی حسین‌رضاییان   | تهران، ری، شمیرانات، اسلامشهر و پردیس | انجمن اسلامی مدرسین | نه             | -          | رای نیاورد |
| —    | افشین علا         | تهران، ری، شمیرانات، اسلامشهر و پردیس | -                   | نه             | -          | رای نیاورد |
| —    | سعید باقری        | تهران، ری، شمیرانات، اسلامشهر و پردیس | -                   | نه             | -          | رای نیاورد |
| —    | سید فرید موسوی    | تهران، ری، شمیرانات، اسلامشهر و پردیس | حزب اتحاد ملت       | آری            | -          | رای نیاورد |
| —    | محمدرضا نجفی      | تهران، ری، شمیرانات، اسلامشهر و پردیس | -                   | آری            | -          | رای نیاورد |
| —    | لیلا کمانی        | تهران، ری، شمیرانات، اسلامشهر و پردیس | -                   | نه             | -          | رای نیاورد |
| —    | محمداحسان متقی    | تهران، ری، شمیرانات، اسلامشهر و پردیس | -                   | نه             | -          | رای نیاورد |
| —    | محمدرضا شریفی     | تهران، ری، شمیرانات، اسلامشهر و پردیس | -                   | نه             | -          | رای نیاورد |
| —    | محمدنبی ابراهیمی  | تهران، ری، شمیرانات، اسلامشهر و پردیس | -                   | نه             | -          | رای نیاورد |
| —    | محمد آدابی        | تهران، ری، شمیرانات، اسلامشهر و پردیس | -                   | نه             | -          | رای نیاورد |
| —    | علی صابری         | تهران، ری، شمیرانات، اسلامشهر و پردیس | -                   | نه             | -          | رای نیاورد |

### پویش مجلس عدالتخواه
| رتبه | نام                    | حوزهٔ انتخابیه                         | تشکل سیاسی | سابقهٔ نمایندگی | شمار رأی‌ها | نتیجه      |
| ---- | ---------------------- | ------------------------------------- | ---------- | -------------- | ---------- | ---------- |
| ۱۴   | روح‌الله ایزدخواه       | تهران، ری، شمیرانات، اسلامشهر و پردیس | -          | نه             | ۷۸۴,۴۵۶    | برنده      |
| —    | محمدصادق شهبازی‌راد     | تهران، ری، شمیرانات، اسلامشهر و پردیس | -          | نه             | -          | رای نیاورد |
| —    | وحید اشتری             | تهران، ری، شمیرانات، اسلامشهر و پردیس | -          | نه             | -          | رای نیاورد |
| —    | سید محمدرضا اصنافی     | تهران، ری، شمیرانات، اسلامشهر و پردیس | -          | نه             | -          | رای نیاورد |
| —    | محمدحسن طریقت منفرد    | تهران، ری، شمیرانات، اسلامشهر و پردیس | -          | نه             | -          | رای نیاورد |
| —    | محمد خندان             | تهران، ری، شمیرانات، اسلامشهر و پردیس | -          | نه             | -          | رای نیاورد |
| —    | مهدی موحدی بکنظر       | تهران، ری، شمیرانات، اسلامشهر و پردیس | -          | نه             | -          | رای نیاورد |
| —    | محسن بدره              | تهران، ری، شمیرانات، اسلامشهر و پردیس | -          | نه             | -          | رای نیاورد |
| —    | حسین حاجیلو            | تهران، ری، شمیرانات، اسلامشهر و پردیس | -          | نه             | -          | رای نیاورد |
| —    | محمدجواد رضایی         | تهران، ری، شمیرانات، اسلامشهر و پردیس | -          | نه             | -          | رای نیاورد |
| —    | داود منظور             | تهران، ری، شمیرانات، اسلامشهر و پردیس | -          | نه             | -          | رای نیاورد |
| —    | عطا بهرامی             | تهران، ری، شمیرانات، اسلامشهر و پردیس | -          | نه             | -          | رای نیاورد |
| —    | نرگس عبدالحمید         | تهران، ری، شمیرانات، اسلامشهر و پردیس | -          | نه             | -          | رای نیاورد |
| —    | معصومه پاپی‌نژاد        | تهران، ری، شمیرانات، اسلامشهر و پردیس | -          | نه             | -          | رای نیاورد |
| —    | عابد عابدی جعفری       | تهران، ری، شمیرانات، اسلامشهر و پردیس | -          | نه             | -          | رای نیاورد |
| —    | علی‌اصغر پورعزت         | تهران، ری، شمیرانات، اسلامشهر و پردیس | -          | نه             | -          | رای نیاورد |
| —    | یعقوب توکلی            | تهران، ری، شمیرانات، اسلامشهر و پردیس | -          | نه             | -          | رای نیاورد |
| —    | سید مهدی زریباف        | تهران، ری، شمیرانات، اسلامشهر و پردیس | -          | نه             | -          | رای نیاورد |
| —    | یوسف مرادی             | تهران، ری، شمیرانات، اسلامشهر و پردیس | -          | نه             | -          | رای نیاورد |
| —    | احسان جهاندیده         | تهران، ری، شمیرانات، اسلامشهر و پردیس | -          | نه             | -          | رای نیاورد |
| —    | محمد شیریجیان          | تهران، ری، شمیرانات، اسلامشهر و پردیس | -          | نه             | -          | رای نیاورد |
| —    | ارسلان ظاهری بیرگانی   | تهران، ری، شمیرانات، اسلامشهر و پردیس | -          | نه             | -          | رای نیاورد |
| —    | محمدرضا قدیرزاده آرانی | تهران، ری، شمیرانات، اسلامشهر و پردیس | -          | نه             | -          | رای نیاورد |
| —    | محمدرضا زین‌الدینی      | تهران، ری، شمیرانات، اسلامشهر و پردیس | -          | نه             | -          | رای نیاورد |
| —    | حسین رضوی‌پور           | تهران، ری، شمیرانات، اسلامشهر و پردیس | -          | نه             | -          | رای نیاورد |
| —    | علی‌رضا حیدری           | تهران، ری، شمیرانات، اسلامشهر و پردیس | -          | نه             | -          | رای نیاورد |
| —    | مجید شکریان            | تهران، ری، شمیرانات، اسلامشهر و پردیس | -          | نه             | -          | رای نیاورد |
| —    | احمد سلطانی شیخ‌علایی   | تهران، ری، شمیرانات، اسلامشهر و پردیس | -          | نه             | -          | رای نیاورد |
| —    | رضا کلهر               | تهران، ری، شمیرانات، اسلامشهر و پردیس | -          | نه             | -          | رای نیاورد |
| —    | حمید مهری              | تهران، ری، شمیرانات، اسلامشهر و پردیس | -          | نه             | -          | رای نیاورد |

### ائتلاف مردم
فهرست ائتلاف مردم که در آن، چند نفر از مدیران دولت‌های محمود احمدی‌نژاد نیز حضور دارند، در ۲۶ بهمن ۱۳۹۸ منتشر شد: انتساب هرگونه فهرست انتخاباتی از جمله «ائتلاف مردم» به احمدی‌نژاد تکذیب شده و وی حمایتی از این فهرست نکرد.
| رتبه | نام                    | حوزهٔ انتخابیه                         | تشکل سیاسی       | سابقهٔ نمایندگی | شمار رأی‌ها | نتیجه      |
| ---- | ---------------------- | ------------------------------------- | ---------------- | -------------- | ---------- | ---------- |
| ۳۱   | وحید یامین‌پور          | تهران، ری، شمیرانات، اسلامشهر و پردیس | -                | نه             | ۲۹۶,۰۲۱    | رای نیاورد |
| ۳۲   | حمید رسایی             | تهران، ری، شمیرانات، اسلامشهر و پردیس | جبهه پایداری     | آری            | ۲۱۹,۶۴۸    | رای نیاورد |
| ۳۹   | سید محمد حسینی         | تهران، ری، شمیرانات، اسلامشهر و پردیس | کانون دانشگاهیان | آری            | ۵۵,۴۳۱     | رای نیاورد |
| ۴۱   | مهدی کوچک‌زاده          | تهران، ری، شمیرانات، اسلامشهر و پردیس | -                | آری            | ۴۹,۳۲۶     | رای نیاورد |
| —    | صادق خلیلیان           | تهران، ری، شمیرانات، اسلامشهر و پردیس | -                | نه             | -          | رای نیاورد |
| —    | بهروز مرادی            | تهران، ری، شمیرانات، اسلامشهر و پردیس | -                | نه             | -          | رای نیاورد |
| —    | محمدحسن طریقت منفرد    | تهران، ری، شمیرانات، اسلامشهر و پردیس | -                | نه             | -          | رای نیاورد |
| —    | فاطمه جوادی            | تهران، ری، شمیرانات، اسلامشهر و پردیس | -                | نه             | -          | رای نیاورد |
| —    | محمد سلیمانی           | تهران، ری، شمیرانات، اسلامشهر و پردیس | جبهه پایداری     | آری            | -          | رای نیاورد |
| —    | فاطمه قربان            | تهران، ری، شمیرانات، اسلامشهر و پردیس | -                | نه             | -          | رای نیاورد |
| —    | نیره قوی               | تهران، ری، شمیرانات، اسلامشهر و پردیس | -                | نه             | -          | رای نیاورد |
| —    | داود منظور             | تهران، ری، شمیرانات، اسلامشهر و پردیس | -                | نه             | -          | رای نیاورد |
| —    | ابوالفضل ظهره‌وند       | تهران، ری، شمیرانات، اسلامشهر و پردیس | -                | نه             | -          | رای نیاورد |
| —    | محمدحسین یادگاری       | تهران، ری، شمیرانات، اسلامشهر و پردیس | -                | نه             | -          | رای نیاورد |
| —    | سید امین‌الله تقوی مطلق | تهران، ری، شمیرانات، اسلامشهر و پردیس | -                | نه             | -          | رای نیاورد |
| —    | جلیل سالاری            | تهران، ری، شمیرانات، اسلامشهر و پردیس | -                | نه             | -          | رای نیاورد |
| —    | ابراهیم سحرخیز         | تهران، ری، شمیرانات، اسلامشهر و پردیس | -                | نه             | -          | رای نیاورد |
| —    | افشار دارابی           | تهران، ری، شمیرانات، اسلامشهر و پردیس | -                | نه             | -          | رای نیاورد |
| —    | عطا بهرامی             | تهران، ری، شمیرانات، اسلامشهر و پردیس | -                | نه             | -          | رای نیاورد |
| —    | محسن شاطرزاده          | تهران، ری، شمیرانات، اسلامشهر و پردیس | -                | نه             | -          | رای نیاورد |
| —    | حسین افشارزاده         | تهران، ری، شمیرانات، اسلامشهر و پردیس | -                | نه             | -          | رای نیاورد |
| —    | محمدحسن وکیل‌پور        | تهران، ری، شمیرانات، اسلامشهر و پردیس | -                | نه             | -          | رای نیاورد |
| —    | غلامرضا خواجه‌سروی      | تهران، ری، شمیرانات، اسلامشهر و پردیس | -                | نه             | -          | رای نیاورد |
| —    | امین مرادی             | تهران، ری، شمیرانات، اسلامشهر و پردیس | -                | نه             | -          | رای نیاورد |
| —    | مهدی زریباف            | تهران، ری، شمیرانات، اسلامشهر و پردیس | -                | نه             | -          | رای نیاورد |
| —    | سعید کرمی              | تهران، ری، شمیرانات، اسلامشهر و پردیس | -                | نه             | -          | رای نیاورد |
| —    | محمد شیریجیان          | تهران، ری، شمیرانات، اسلامشهر و پردیس | -                | نه             | -          | رای نیاورد |
| —    | محمد محمدی‌پور          | تهران، ری، شمیرانات، اسلامشهر و پردیس | -                | نه             | -          | رای نیاورد |

### ائتلاف نجات
به گزارش مجتبی اسمعیل بیگی سخنگوی ائتلاف نخبگان جوان انقلاب تهران در خبرگزاری تابناک ،این ائتلاف وابسته به هیچ حزب و گروهی نیست. 
| رتبه | نام                     | حوزهٔ انتخابیه                         | تشکل سیاسی   | سابقهٔ نمایندگی | شمار رأی‌ها | نتیجه |
| ---- | ----------------------- | ------------------------------------- | ------------ | -------------- | ---------- | ----- |
| —    | محمدباقر قالیباف        | تهران، ری، شمیرانات، اسلامشهر و پردیس | -            | نه             | -          | —     |
| —    | علیرضا ماهپور           | تهران، ری، شمیرانات، اسلامشهر و پردیس | -            | نه             | -          | —     |
| —    | سعید لک                 | تهران، ری، شمیرانات، اسلامشهر و پردیس | -            | نه             | -          | —     |
| —    | حمید رسایی              | تهران، ری، شمیرانات، اسلامشهر و پردیس | جبهه پایداری | آری            | -          | —     |
| —    | وحید یامین‌پور           | تهران، ری، شمیرانات، اسلامشهر و پردیس | -            | نه             | -          | —     |
| —    | میثم انبارداران         | تهران، ری، شمیرانات، اسلامشهر و پردیس | -            | نه             | -          | —     |
| —    | رضا طرشتی نژاد          | تهران، ری، شمیرانات، اسلامشهر و پردیس | -            | نه             | -          | —     |
| —    | حسین علی کرمی           | تهران، ری، شمیرانات، اسلامشهر و پردیس | -            | نه             | -          | —     |
| —    | قاسم مطهری              | تهران، ری، شمیرانات، اسلامشهر و پردیس | -            | نه             | -          | —     |
| —    | مهدی جلالی مقدم         | تهران، ری، شمیرانات، اسلامشهر و پردیس | -            | نه             | -          | —     |
| —    | جواد نامجومنش           | تهران، ری، شمیرانات، اسلامشهر و پردیس | -            | {نه}}          | -          | —     |
| —    | سعید اخروی              | تهران، ری، شمیرانات، اسلامشهر و پردیس | -            | {نه}}          | -          | —     |
| —    | فائزه مهدی پناه         | تهران، ری، شمیرانات، اسلامشهر و پردیس | -            | {نه}}          | -          | —     |
| —    | عاطفه یوسفی خواه        | تهران، ری، شمیرانات، اسلامشهر و پردیس | -            | {نه}}          | -          | —     |
| —    | الهه کیارستمی           | تهران، ری، شمیرانات، اسلامشهر و پردیس | -            | {نه}}          | -          | —     |
| —    | مرضیه رضوانی خجسته      | تهران، ری، شمیرانات، اسلامشهر و پردیس | -            | {نه}}          | -          | —     |
| —    | کبری خوشرو              | تهران، ری، شمیرانات، اسلامشهر و پردیس | -            | {نه}}          | -          | —     |
| —    | سیده صفیه حسینی باستانی | تهران، ری، شمیرانات، اسلامشهر و پردیس | -            | {نه}}          | -          | —     |
| —    | علی حاجی حسینعلی        | تهران، ری، شمیرانات، اسلامشهر و پردیس | -            | {نه}}          | -          | —     |
| —    | علی اکبر محمودی         | تهران، ری، شمیرانات، اسلامشهر و پردیس | -            | {نه}}          | -          | —     |
| —    | محمدرضا شفیعی           | تهران، ری، شمیرانات، اسلامشهر و پردیس | -            | {نه}}          | -          | —     |
| —    | مسلم گودرزی             | تهران، ری، شمیرانات، اسلامشهر و پردیس | -            | {نه}}          | -          | —     |
| —    | همایون چکنی             | تهران، ری، شمیرانات، اسلامشهر و پردیس | -            | {نه}}          | -          | —     |
| —    | مهدی یزدی               | تهران، ری، شمیرانات، اسلامشهر و پردیس | -            | {نه}}          | -          | —     |
| —    | مجتبی رضاخواه           | تهران، ری، شمیرانات، اسلامشهر و پردیس | -            | {نه}}          | -          | —     |
| —    | سجاد ابراهیمی           | تهران، ری، شمیرانات، اسلامشهر و پردیس | -            | {نه}}          | -          | —     |
| —    | ابراهیم محمودیان        | تهران، ری، شمیرانات، اسلامشهر و پردیس | -            | {نه}}          | -          | —     |
| —    | رضا عباسی               | تهران، ری، شمیرانات، اسلامشهر و پردیس | -            | {نه}}          | -          | —     |
| —    | رضا ریاحی               | تهران، ری، شمیرانات، اسلامشهر و پردیس | -            | {نه}}          | -          | —     |
| —    | مجتبی اسمعیل بیگی       | تهران، ری، شمیرانات، اسلامشهر و پردیس | -            | {نه}}          | -          | —     |

## چهارمحال و بختیاری
| رتبه | نام               | حوزهٔ انتخاباتی              | جناح سیاسی | تشکل سیاسی         | فهرست انتخاباتی | سابقهٔ نمایندگی | شمار رای‌ها | نتیجه      |
| ---- | ----------------- | --------------------------- | ---------- | ------------------ | --------------- | -------------- | ---------- | ---------- |
|      | فروغ فرهادیان     | اردل، فارسان، کوهرنگ و کبار | اعتدال‌گرا  | حزب اعتدال و توسعه | -               | نه             |            | رای نیاورد |
|      | اردشیر رئیسی      | شهرکرد و سامان              | اعتدال‌گرا  | حزب اعتدال و توسعه | -               | نه             |            | رای نیاورد |
|      | غلامرضا میرزایی   | بروجن                       | اعتدال‌گرا  | حزب اعتدال و توسعه | -               | آری            |            | رای نیاورد |
|      | محمد خالدی سردشتی | لردگان و خانمیرزا           | اعتدال‌گرا  | حزب اعتدال و توسعه | -               | آری            |            | رای نیاورد |

## خراسان رضوی
| رتبه | نام                         | حوزهٔ انتخاباتی             | جناح سیاسی | تشکل سیاسی      | فهرست انتخاباتی | سابقهٔ نمایندگی | !شمار رای‌ها | نتیجه      |
| ---- | --------------------------- | -------------------------- | ---------- | --------------- | --------------- | -------------- | ----------- | ---------- |
| ۱    | نصرالله پژمان‌فر             | مشهد و کلات                | اصولگرا    | جبهه پایداری    | -               | آری            | ۴۳۹,۹۴۰     | برنده      |
| ۲    | سید امیرحسین قاضی‌زاده هاشمی | مشهد و کلات                | اصولگرا    | جبهه پایداری    | -               | آری            | ۳۹۷,۴۴۸     | برنده      |
| ۳    | جواد کریمی قدوسی            | مشهد و کلات                | اصولگرا    | جبهه پایداری    | -               | آری            | ۳۹۴,۵۳۷     | برنده      |
| ۴    | محمدحسین حسین‌زاده بحرینی    | مشهد و کلات                | اصولگرا    |                 | -               | آری            | ۳۹۳,۱۹۷     | برنده      |
| ۵    | فاطمه رحمانی                | مشهد و کلات                | اصولگرا    |                 | -               | آری            | ۳۰۹,۵۱۲     | برنده      |
|      | فرج‌الله شوشتری              | مشهد و کلات                | اصولگرا    |                 |                 | نه             |             | رای نیاورد |
|      | مصطفی شریف                  | مشهد و کلات                | اصولگرا    |                 |                 | نه             |             | رای نیاورد |
|      | سید مجید حسینی              | مشهد و کلات                | اصولگرا    | -               | -               | نه             |             | رای نیاورد |
|      | علی بروغنی                  | سبزوار                     | اصولگرا    | جمعیت ایثارگران |                 | آری            |             | رای نیاورد |
|      | محسن زنگنه                  | تربت حیدریه،زاوه و مه ولات | اصولگرا    |                 |                 | نه             | ۵۶,۷۰۶      | برنده      |
|      | محمدرضا خباز                | کاشمر، خلیل‌آباد و بردسکن   | اصلاح‌طلب   |                 |                 | آری            |             | رای نیاورد |
|      | جواد ساقی                   | مشهد و کلات                | اصولگرا    |                 |                 | نه             | 4981        | رای نیاورد |

## خراسان شمالی
| رتبه | نام            | حوزهٔ انتخاباتی                                  | جناح سیاسی | تشکل سیاسی         | فهرست انتخاباتی | سابقهٔ نمایندگی | شمار رای‌ها | نتیجه      |
| ---- | -------------- | ----------------------------------------------- | ---------- | ------------------ | --------------- | -------------- | ---------- | ---------- |
|      | علی قربانی     | بجنورد، مانه، سملقان، جاجرم، گرمه، راز و جرگلان | اعتدال‌گرا  | حزب اعتدال و توسعه | -               | آری            |            | نامشخص     |
|      | محمدرضا وحدانی | بجنورد، مانه، سملقان، جاجرم، گرمه، راز و جرگلان | اعتدال‌گرا  | حزب اعتدال و توسعه | -               | نه             |            | نامشخص     |
|      | هادی قوامی     | اسفراین                                         | اعتدال‌گرا  | حزب اعتدال و توسعه | -               | آری            |            | رای نیاورد |

## خوزستان
| رتبه | نام                     | حوزهٔ انتخاباتی                    | جناح سیاسی | تشکل سیاسی         | فهرست انتخاباتی | سابقهٔ نمایندگی | شمار رای‌ها | نتیجه      |
| ---- | ----------------------- | --------------------------------- | ---------- | ------------------ | --------------- | -------------- | ---------- | ---------- |
| ۱    | فریدون حسنوند           | اندیمشک                           | اعتدال‌گرا  | حزب اعتدال و توسعه | -               | آری            | ٣۳٬۸۲۴     | آری        |
|      | همایون یوسفی            | اهواز، باوی، حمیدیه و کارون       | اعتدال‌گرا  | حزب اعتدال و توسعه | -               | آری            |            | رای نیاورد |
|      | یونس محمدی              | خرمشهر                            | اعتدال‌گرا  | حزب اعتدال و توسعه | -               | آری            |            | رای نیاورد |
| ۱    | سید احمد آوایی          | دزفول                             | اعتدال‌گرا  | حزب اعتدال و توسعه | -               | آری            | ۹۹٬۱۰۴     | آری        |
|      | سید محمد سادات ابراهیمی | شوشتر و گتوند                     | اعتدال‌گرا  | حزب اعتدال و توسعه | -               | آری            |            | رای نیاورد |
|      | علی‌عسگر ظاهری عیده‌وند   | مسجد سلیمان، لالی، هفتکل و اندیکا | اعتدال‌گرا  | حزب اعتدال و توسعه | -               | آری            |            | رای نیاورد |
|      | راضی نوری               | شوش                               | اعتدال‌گرا  | حزب اعتدال و توسعه | -               | آری            |            | رای نیاورد |

## زنجان
| رتبه | نام             | حوزهٔ انتخاباتی         | جناح سیاسی | تشکل سیاسی         | فهرست انتخاباتی | سابقهٔ نمایندگی | شمار رای‌ها | نتیجه  |
| ---- | --------------- | ---------------------- | ---------- | ------------------ | --------------- | -------------- | ---------- | ------ |
| ۱    | سید مرتضی خاتمی | ماه‌نشان و ایجرود       | اعتدال‌گرا  | حزب اعتدال و توسعه | -               | آری            | ۱۷.۷۶۳     | برنده  |
|      | منصور علیمردانی | ابهر، خرمدره و سلطانیه | اعتدال‌گرا  | حزب اعتدال و توسعه | -               | نه             |            | نامشخص |

## سمنان
| رتبه | نام         | حوزهٔ انتخاباتی        | جناح سیاسی | تشکل سیاسی | فهرست انتخاباتی | سابقهٔ نمایندگی | شمار رای‌ها | نتیجه  |
| ---- | ----------- | --------------------- | ---------- | ---------- | --------------- | -------------- | ---------- | ------ |
|      | عباس گلرو   | سمنان، مهدیشهر و سرخه | اصولگرا    | -          | -               | نه             | -          | پیروز  |
|      | خسرو دانشجو | دامغان                | اصولگرا    | -          | -               | نه             |            | نامشخص |

## سیستان و بلوچستان
| رتبه | نام          | حوزهٔ انتخاباتی                 | جناح سیاسی | تشکل سیاسی | فهرست انتخاباتی | سابقهٔ نمایندگی | شمار رای‌ها | نتیجه  |
| ---- | ------------ | ------------------------------ | ---------- | ---------- | --------------- | -------------- | ---------- | ------ |
|      | حمیدرضا پشنگ | خاش، میرجاوه، نصرت‌آباد و کورین | مستقل      | -          | -               | آری            |            | نامشخص |

## فارس
| رتبه | نام                | حوزهٔ انتخاباتی | جناح سیاسی | تشکل سیاسی | فهرست انتخاباتی | سابقهٔ نمایندگی | شمار رای‌ها | نتیجه |
| ---- | ------------------ | -------------- | ---------- | ---------- | --------------- | -------------- | ---------- | ----- |
| ۱    | علیرضا پاک‌فطرت     | شیراز          | اصولگرا    | -          | -               | نه             | ۱۹۳,۷۹۰    | برنده |
| ۲    | روح‌الله نجابت      | شیراز          | اصولگرا    | -          | -               | نه             | ۱۲۲,۸۰۷    | برنده |
| ۳    | جعفر قادری         | شیراز          | اصولگرا    | -          | -               | آری            | ۱۱۶,۶۸۴    | برنده |
| ۴    | ابراهیم عزیزی      | شیراز          | اصولگرا    | -          | -               | نه             | ۱۱۴,۳۲۹    | برنده |
|      | محمدرضا رضایی کوچی | جهرم           | اصولگرا    | -          | -               | آری            | ۴۶٫۹۹      | برنده |

## قزوین
| رتبه | نام                        | حوزهٔ انتخاباتی      | جناح سیاسی                 | تشکل سیاسی | فهرست انتخاباتی | سابقهٔ نمایندگی | شمار رای‌ها | نتیجه  |
| ---- | -------------------------- | ------------------- | -------------------------- | ---------- | --------------- | -------------- | ---------- | ------ |
|      | هادی طاهری                 | قزوین، البرز و آبیک | مستقل                      | -          | -               | نه             |            |        |
|      | سید محمد رضا حسینی         | قزوین، البرز و آبیک | مستقل، پویش اقتصادی راه نو | -          | -               | نه             |            | نامشخص |
|      | علی اکبر حاجی محمدی کشمرزی | قزوین، البرز و آبیک | اصلاح‌طلب                   | -          | -               | نه             |            | نامشخص |
|      | لطف اله سیاه کلی           | قزوین، البرز و آبیک | اصولگرا                    | -          | -               | نه             |            | نامشخص |
|      | فاطمه محمد بیگی            | قزوین، البرز و آبیک | اصولگرا                    | -          | -               | نه             |            | نامشخص |

## قم
| رتبه | نام                    | حوزهٔ انتخاباتی | جناح سیاسی | تشکل سیاسی    | فهرست انتخاباتی | سابقهٔ نمایندگی | شمار رای‌ها | نتیجه |
| ---- | ---------------------- | -------------- | ---------- | ------------- | --------------- | -------------- | ---------- | ----- |
| ۱    | احمد امیرآبادی فراهانی | قم             | اصولگرا    | جبهه پایداری  | -               | آری            |            | برنده |
| ۲    | مجتبی ذوالنور          | قم             | اصولگرا    | جبهه پایداری  | -               | آری            |            | برنده |
| ۳    | علیرضا زاکانی          | قم             | اصولگرا    | جمعیت رهپویان | -               | آری            |            | برنده |

## کرمان
| رتبه | نام               | حوزهٔ انتخاباتی                               | جناح سیاسی | تشکل سیاسی         | فهرست انتخاباتی | سابقهٔ نمایندگی | شمار رای‌ها | نتیجه      |
| ---- | ----------------- | -------------------------------------------- | ---------- | ------------------ | --------------- | -------------- | ---------- | ---------- |
|      | زهرا ایرانمنش     | کرمان و راور                                 | اعتدال‌گرا  | حزب اعتدال و توسعه | -               | نه             |            | رای نیاورد |
|      | حبیب‌الله نیک‌زادی  | بم، ریگان، فهرج و نرماشیر                    | اعتدال‌گرا  | حزب اعتدال و توسعه | -               | نه             |            | رای نیاورد |
|      | شهباز حسن‌پور      | سیرجان و بردسیر                              | اعتدال‌گرا  | حزب اعتدال و توسعه | -               | نه             |            | رای نیاورد |
|      | علی بختیاری       | بافت، رابر و ارزوئیه                         | اعتدال‌گرا  | حزب اعتدال و توسعه | -               | نه             |            | رای نیاورد |
|      | احمد محمدی انارکی | رفسنجان و انار                               | اعتدال‌گرا  | حزب اعتدال و توسعه | -               | آری            |            | رای نیاورد |
|      | حمید افضلی        | شهربابک                                      | اعتدال‌گرا  | حزب اعتدال و توسعه | -               | نه             |            | رای نیاورد |
|      | احمد حمزه         | کهنوج،منوجان، رودبار جنوب، قلعه گنج و فاریاب | اعتدال‌گرا  | حزب اعتدال و توسعه | -               | آری            |            | رای نیاورد |
|      | علی علویان        | زرند و کوهبنان                               | اعتدال‌گرا  | حزب اعتدال و توسعه | -               | نه             |            | رای نیاورد |

## کهگیلویه و بویراحمد
| رتبه | نام              | حوزهٔ انتخاباتی               | جناح سیاسی | تشکل سیاسی         | فهرست انتخاباتی | سابقهٔ نمایندگی | شمار رای‌ها | نتیجه      |
| ---- | ---------------- | ---------------------------- | ---------- | ------------------ | --------------- | -------------- | ---------- | ---------- |
| ۲    | محمد بهرامی      | بویراحمد و دنا               | اعتدال‌گرا  | حزب اعتدال و توسعه | -               | نه             | ۴۱٬۹۵۱     | رای نیاورد |
| ۱    | سید محمد موحد    | کهگیلویه، بهمئی، چرام و لنده | اعتدال‌گرا  | حزب اعتدال و توسعه | -               | نه             | ۷۵.۸۵۱     | آری        |
| ۱    | غلامرضا تاجگردون | گچساران و باشت               | اعتدال‌گرا  | حزب اعتدال و توسعه | -               | آری            | ۳۸٬۳۵۲     | آری        |

## گلستان
| رتبه | نام        | حوزهٔ انتخاباتی | جناح سیاسی | تشکل سیاسی     | فهرست انتخاباتی | سابقهٔ نمایندگی | شمار رای‌ها | نتیجه      |
| ---- | ---------- | -------------- | ---------- | -------------- | --------------- | -------------- | ---------- | ---------- |
|      | احمد مازنی | گرگان و آق‌قلا  | اصلاح‌طلب   | حزب اعتماد ملی | -               | آری            |            | رای نیاورد |

## گیلان

### شانا
| رتبه | نام                     | حوزهٔ انتخابیه           | تشکل سیاسی           | سابقهٔ نمایندگی | شمار رأی‌ها | نتیجه  |
| ---- | ----------------------- | ----------------------- | -------------------- | -------------- | ---------- | ------ |
| —    | ولی داداشی              | آستارا                  | -                    | آری            |            | نامشخص |
| —    | محمدعلی رمضانی          | آستانه اشرفیه           | جبهه پایداری         | نه             |            | نامشخص |
| —    | سید علی آقازاده دافساری | رشت                     | -                    | آری            |            | نامشخص |
| —    | محمدرضا احمدی سنگری     | رشت                     | -                    | نه             |            | نامشخص |
| —    | جبار کوچکی‌نژاد          | رشت                     | جامعه اسلامی مهندسین | آری            |            | نامشخص |
| —    | کاظم ارجمندی‌نیا         | رودبار                  | -                    | نه             |            | نامشخص |
| —    | نظرعلی علیزاده          | رودسر و املش            | -                    | نه             |            | نامشخص |
| —    | محمدنقی رنجبر           | صومعه‌سرا                | -                    | نه             |            | نامشخص |
| —    | محمود شکری              | طوالش، رضوانشهر و ماسال | -                    | آری            |            | نامشخص |
| —    | خلیل بهروزی‌فر           | فومن و شفت              | -                    | نه             |            | نامشخص |
| —    | ذبیح نیکفر لیالستانی    | لاهیجان و سیاهکل        | -                    | آری            |            | نامشخص |
| —    | پرویز محمدنژاد          | لنگرود                  | -                    | نه             |            | نامشخص |

## لرستان
| رتبه | نام          | حوزهٔ انتخاباتی | جناح سیاسی | تشکل سیاسی | فهرست انتخاباتی | سابقهٔ نمایندگی | شمار رای‌ها | نتیجه  |
| ---- | ------------ | -------------- | ---------- | ---------- | --------------- | -------------- | ---------- | ------ |
|      | هادی مقدسی   | بروجرد         | اصولگرا    | -          | -               | آری            |            | نامشخص |
|      | محمد خدابخشی | الیگودرز       | اصولگرا    | -          | -               | آری            |            | نامشخص |

## مرکزی
| رتبه | نام               | حوزهٔ انتخاباتی        | جناح سیاسی | تشکل سیاسی                  | فهرست انتخاباتی | سابقهٔ نمایندگی | شمار رای‌ها | نتیجه      |
| ---- | ----------------- | --------------------- | ---------- | --------------------------- | --------------- | -------------- | ---------- | ---------- |
| ۴    | محمدرضا منصوری    | ساوه و زرندیه         | اصلاح‌طلب   | -                           | -               | آری            |            | رای نیاورد |
| ۳    | شهلا میرگلوی بیات | ساوه و زرندیه         | اصول‌گرا    | شورای ائتلاف نیروهای انقلاب | -               | آری            |            | رای نیاورد |
| ۲    | عبدالله سهرابی    | ساوه و زرندیه         | اصول‌گرا    | جمعیت پیشرفت و عدالت        | -               | نه             |            | رای نیاورد |
|      | محمدمهدی شریفیان  | تفرش، آشتیان و فراهان | اصولگرا    | -                           | -               | نه             |            | رای نیاورد |
|      | علی یوسفی         | اراک، کمیجان و خنداب  | اعتدال‌گرا  | حزب اعتدال و توسعه          | -               | نه             |            | رای نیاورد |
|      | داوود نعیمی       | اراک، کمیجان و خنداب  | اعتدال‌گرا  | حزب اعتدال و توسعه          | -               | نه             |            | رای نیاورد |
|      | محمد حسینی        | تفرش، آشتیان و فراهان | اعتدال‌گرا  | حزب اعتدال و توسعه          | -               | آری            |            | رای نیاورد |
|      | علی ابراهیمی      | شازند                 | اعتدال‌گرا  | حزب اعتدال و توسعه          | -               | آری            |            | رای نیاورد |
|      | محمدابراهیم رضایی | خمین                  | اعتدال‌گرا  | حزب اعتدال و توسعه          | -               | آری            |            | رای نیاورد |

## مازندران
| رتبه | نام               | حوزهٔ انتخاباتی            | جناح سیاسی | تشکل سیاسی | فهرست انتخاباتی | سابقهٔ نمایندگی | شمار رای‌ها | نتیجه  |
| ---- | ----------------- | ------------------------- | ---------- | ---------- | --------------- | -------------- | ---------- | ------ |
|      | سید هادی حسینی    | قائمشهر، سوادکوه، جویبار  | اعتدال‌گرا  | -          | -               | آری            |            | نامشخص |
|      | علی‌محمد شاعری     | بهشهر، نکا و گلوگاه       | اصولگرا    | -          | -               | آری            |            | نامشخص |
|      | شمس‌الله شریعت‌نژاد | تنکابن و رامسر و عباس‌آباد | اصلاح‌طلب   | -          | -               | آری            |            | نامشخص |

## هرمزگان
| رتبه | نام                | حوزهٔ انتخاباتی                          | جناح سیاسی | تشکل سیاسی         | فهرست انتخاباتی | سابقهٔ نمایندگی | شمار رای‌ها | نتیجه      |
| ---- | ------------------ | --------------------------------------- | ---------- | ------------------ | --------------- | -------------- | ---------- | ---------- |
| ۲    | محمد آشوری تازیانی | بندرعباس، قشم، ابوموسی، حاجی‌آباد و خمیر | اعتدال‌گرا  | حزب اعتدال و توسعه | -               | آری            | ۹۳۸۴۲      | برنده      |
| ۳    | منصور آرامی        | بندرعباس، قشم، ابوموسی، حاجی‌آباد و خمیر | اعتدال‌گرا  | حزب اعتدال و توسعه | -               | آری            | ۸۷۸۷۰      | برنده      |
| ۱    | احمد جباری         | بندر لنگه، بستک و پارسیان               | اعتدال‌گرا  | حزب اعتدال و توسعه | -               | آری            |            | برنده      |
| ۳    | فاطمه ذوالقدر      | میناب، رودان، جاسک، سیریک و بشاگرد      | اعتدال‌گرا  | حزب اعتدال و توسعه | -               | آری            | ۵۰۲۸۹      | رای نیاورد |

## همدان
| رتبه | نام                 | حوزهٔ انتخاباتی   | جناح سیاسی | تشکل سیاسی           | فهرست انتخاباتی | سابقهٔ نمایندگی | شمار رای‌ها | نتیجه |
| ---- | ------------------- | ---------------- | ---------- | -------------------- | --------------- | -------------- | ---------- | ----- |
| ۱    | حمیدرضا حاجی بابایی | همدان و فامنین   | اصولگرا    | جبهه یکتا            | -               | آری            | ۹۵,۷۲۷     | برنده |
| ۲    | احمدحسین فلاحی      | همدان و فامنین   | اصولگرا    | جبهه پایداری         | -               | نه             | ۴۸,۲۴۶     | برنده |
|      | ابراهیم کارخانه     | همدان و فامنین   | اصولگرا    | جبهه پایداری         | -               | آری            |            | نه    |
|      | حمیدرضا طبی مسرور   | همدان و فامنین   | مستقل      | -                    | -               | نه             |            | نه    |
| ۱    | احد آزادیخواه       | ملایر            | اصولگرا    | جبهه پایداری         | -               | آری            | ۳۶,۴۷۸     | برنده |
| ۲    | هادی بیگی‌نژاد       | ملایر            | اصولگرا    | -                    | -               | آری            | ۲۲,۰۵۳     | برنده |
| ۱    | علیرضا شهبازی       | نهاوند           | اصلاح‌طلب   | -                    | -               | نه             | ۱۸,۵۸۸     | برنده |
|      | حسن بهرام‌نیا        | نهاوند           | اصولگرا    | -                    | -               | آری            |            | نه    |
| ۱    | حسن لطفی            | رزن              | اصلاح‌طلب   | -                    | -               | آری            | ۱۹,۸۶۵     | برنده |
|      | علی رازینی          | رزن              | مستقل      | -                    | -               | نه             |            | نه    |
|      | حسین وزیری          | رزن              | مستقل      | -                    | -               | نه             |            | نه    |
| ۱    | عیسی جعفری          | بهار و کبودرآهنگ | مستقل      | -                    | -               | آری            | ۳۶,۸۸۴     | برنده |
| ۱    | کیومرث سرمدی        | اسدآباد          | مستقل      | -                    | -               | نه             | ۲۶,۱۱۱     | برنده |
|      | اکبر رنجبرزاده      | اسدآباد          | اصولگرا    | -                    | -               | آری            |            | نه    |
| ۱    | محمدمهدی مفتح       | تویسرکان         | اصولگرا    | جامعه اسلامی مهندسین | -               | آری            | ۱۶,۲۵۸     | برنده |

## یزد
| رتبه | نام                     | حوزهٔ انتخاباتی | جناح سیاسی | تشکل سیاسی         | فهرست انتخاباتی | سابقهٔ نمایندگی | شمار رای‌ها | نتیجه      |
| ---- | ----------------------- | -------------- | ---------- | ------------------ | --------------- | -------------- | ---------- | ---------- |
| ۱    | محمدصالح جوکار          | یزد و اشکذر    | اصولگرا    | -                  | -               | آری            | ۱۰۵,۵۴۹    | برنده      |
| ‍۱     | سید جلیل میرمحمدی میبدی | تفت و میبد     | اصولگرا    | -                  | -               | نه             | ۲۰,۲۸۶     | برنده      |
|      | کمال دهقانی فیروزآبادی  | تفت و میبد     | اعتدال‌گرا  | حزب اعتدال و توسعه | -               | آری            |            | رای نیاورد |
| ‍۱     | محمدرضا دشتی اردکانی    | اردکان         | مستقل      | -                  | -               | نه             | ۱۵,۸۴۸     | برنده      |
| ۱    | محمدرضا صباغیان بافقی   | مهریز و بافق   | اعتدال‌گرا  | حزب اعتدال و توسعه | -               | آری            | ۲۶,۸۶۵     | برنده      |
|      | کاظم فرهمند             | مهریز و بافق   | مستقل      | -                  | -               | آری            |            | رای نیاورد |

## اقلیت‌های مذهبی
| رتبه | نام                    | حوزهٔ انتخاباتی     | جناح سیاسی | تشکل سیاسی | فهرست انتخاباتی | سابقهٔ نمایندگی | شمار رای‌ها | نتیجه      |
| ---- | ---------------------- | ------------------ | ---------- | ---------- | --------------- | -------------- | ---------- | ---------- |
| ۱    | آرا شاوردیان           | ارمنیان شمال       | مستقل      | -          | -               | نه             | ۳,۴۹۳      | برنده      |
|      | کارن خانلری            | ارمنیان شمال       | مستقل      |            | -               | آری            |            | رای نیاورد |
|      | آلبرت بغزیان           | ارمنیان شمال       | مستقل      |            | -               | نه             |            | رای نیاورد |
|      | سورن سهرائی            | ارمنیان شمال       | مستقل      |            | -               | نه             |            | رای نیاورد |
|      | آریس شهبازیان          | ارمنیان شمال       | مستقل      |            | -               | نه             |            | رای نیاورد |
| ۱    | روبرت بگلریان          | ارمنیان جنوب       | مستقل      | -          | -               | آری            | ۱,۱۵۸      | برنده      |
|      | ژرژیک آبراهامیان       | ارمنیان جنوب       | مستقل      | -          | -               | نه             |            | رای نیاورد |
| ۱    | شارلی انویه تکیه       | آشوریان و کلدانیان | مستقل      | -          | -               | نه             | ۱,۰۷۱      | برنده      |
|      | جمس انویه              | آشوریان و کلدانیان | مستقل      | -          | -               | نه             |            | رای نیاورد |
|      | ادگار شعونیان          | آشوریان و کلدانیان | مستقل      | -          | -               | نه             |            | رای نیاورد |
|      | رامون یوسفی چمکی       | آشوریان و کلدانیان | مستقل      | -          | -               | نه             |            | رای نیاورد |
| ۱    | همایون سامه‌یح نجف‌آبادی | کلیمیان            | مستقل      | -          | -               | نه             | ۱,۲۶۱      | برنده      |
|      | سلیمان کلیمی           | کلیمیان            | مستقل      | -          | -               | نه             |            | رای نیاورد |
|      | دریتا معلمی            | کلیمیان            | مستقل      | -          | -               | نه             |            | رای نیاورد |
| ۱    | اسفندیار اختیاری       | زرتشتیان           | مستقل      | -          | -               | آری            | ۳,۴۸۶      | برنده      |

## پیند به بیرون
- فهرست نامزدهای نمایندگی مجلس شورای اسلامی در سراسر ایران در وبسایت وزارت کشور